# West Hughes (Dakota del Sur)
West Hughes es un territorio no organizado ubicado en el condado de Hughes en el estado estadounidense de Dakota del Sur. En el Censo de 2010 tenía una población de 2437 habitantes y una densidad poblacional de 2,83 personas por km².

## Geografía
West Hughes se encuentra ubicado en las coordenadas 44°25′42″N 100°12′59″O / 44.42833, -100.21639. Según la Oficina del Censo de los Estados Unidos, West Hughes tiene una superficie total de 862.32 km², de la cual 767.94 km² corresponden a tierra firme y (10.94%) 94.37 km² es agua.

## Demografía
Según el censo de 2010, había 2437 personas residiendo en West Hughes. La densidad de población era de 2,83 hab./km². De los 2437 habitantes, West Hughes estaba compuesto por el 92.24% blancos, el 0.12% eran afroamericanos, el 4.72% eran amerindios, el 0.33% eran asiáticos, el 0% eran isleños del Pacífico, el 0.16% eran de otras razas y el 2.42% pertenecían a dos o más razas. Del total de la población el 0.94% eran hispanos o latinos de cualquier raza.